# Bartsia laticrenata
Bartsia laticrenata är en snyltrotsväxtart som beskrevs av George Bentham. Bartsia laticrenata ingår i släktet svarthösläktet, och familjen snyltrotsväxter. Inga underarter finns listade i Catalogue of Life.